# Amt Rehna
Das Amt Rehna liegt im Westen des Landkreises Nordwestmecklenburg in Mecklenburg-Vorpommern (Deutschland).
In diesem Amt sind zehn Gemeinden und die Stadt Rehna (Amtssitz) zusammengeschlossen. Zum Amt gehörten ursprünglich 17 Gemeinden; die Gemeinden Bülow, Demern und Groß Rünz fusionierten am 13. Juni 2004 zur Gemeinde Königsfeld. Die vormals selbständige Gemeinde Löwitz wurde am gleichen Tag in die Stadt Rehna eingemeindet. Am 1. Juli 2011 fusionierten die Gemeinden Köchelstorf und Wedendorf zur Gemeinde Wedendorfersee. Am 25. Mai 2014 wurden Nesow und Vitense nach Rehna eingemeindet.

## Geografie

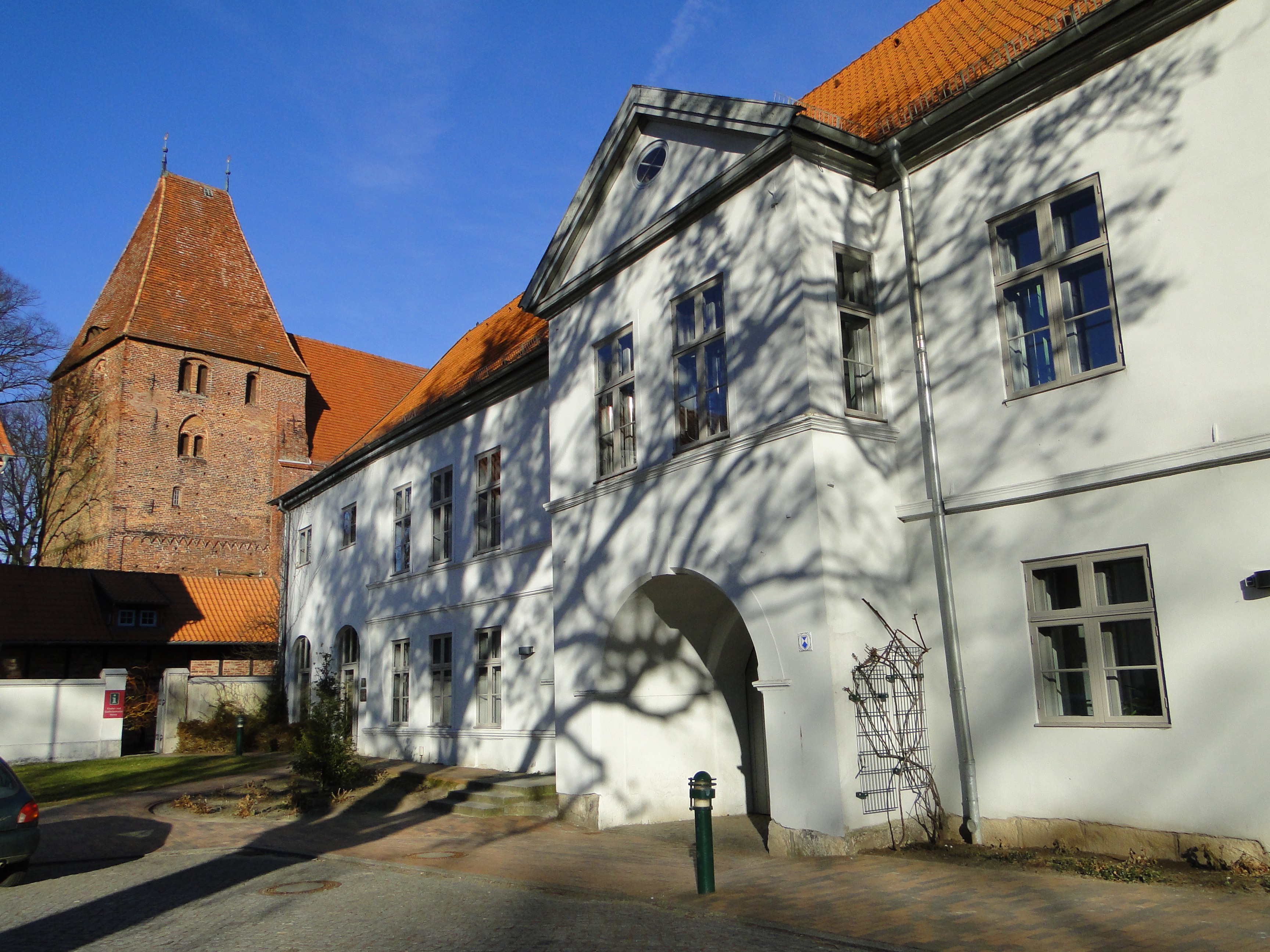
Das Lange Haus des Klosters Rehna ist Sitz der Amtsverwaltung.

Das Amtsgebiet reicht vom Ostufer des Ratzeburger Sees an der Landesgrenze zu Schleswig-Holstein über die Flöusstäler von Maurine und Radegast, die in Süd-Nord-Richtung zur Stepenitz fließen. Das Gebiet ist vorwiegend landwirtschaftlich geprägt; die intakte Natur insbesondere im Biosphärenreservat Schaalsee, dessen Nordhälfte im Amt Rehna liegt, lassen dem Tourismus eine immer größere Bedeutung zukommen.
An der Nordgrenze des Amtes Rehna führt die Ostseeautobahn A 20 (Lübeck–Rostock) vorbei. Die Bundesstraße 104 (von Lübeck nach Schwerin) durchquert das Amtsgebiet von Norden nach Süden. Von Rehna führt eine Bahnlinie über Gadebusch nach Schwerin.

## Die Gemeinden mit ihren Ortsteilen
- Carlow mit Klein Molzahn, Klocksdorf, Kuhlrade, Neschow, Pogez, Samkow und Stove
- Dechow mit Röggelin
- Groß Molzahn
- Holdorf mit Meetzen, Neu Benzin und Steinmannshagen
- Königsfeld mit Bestenrade, Bülow, Demern, Groß Rünz, Klein Rünz, Königsfeld, Krim, Warnekow und Woitendorf
- Stadt Rehna mit Brützkow, Falkenhagen, Gletzow, Löwitz, Nesow, Nesow Dorf, Neu Vitense, Othenstorf, Parber, Törber, Törberhals und Vitense
- Rieps mit Cronskamp, Raddingsdorf und Wendorf
- Schlagsdorf mit Heiligeland, Schlagbrügge und Schlagresdorf
- Thandorf mit Schlagsülsdorf
- Utecht mit Campow
- Wedendorfersee mit Benzin, Groß Hundorf, Kasendorf, Kirch Grambow, Köchelstorf und Wedendorf

## Politik

### Dienstsiegel
Das Amt verfügt über kein amtlich genehmigtes Hoheitszeichen, weder Wappen noch Flagge. Als Dienstsiegel wird das kleine Landessiegel mit dem Wappenbild des Landesteils Mecklenburg geführt. Es zeigt einen hersehenden Stierkopf mit abgerissenem Halsfell und Krone und der Umschrift „AMT REHNA • LANDKREIS NORDWESTMECKLENBURG“.

### Partnergemeinden
Das Amt Rehna pflegt Partnerschaften zu Svenljunga in Schweden, Tamsalu in Estland und Šveicarija in Litauen.

## Belege
1. ↑  Statistisches Amt M-V – Bevölkerungsstand der Kreise, Ämter und Gemeinden 2023 (XLS-Datei) (Amtliche Einwohnerzahlen in Fortschreibung des Zensus 2011) (Hilfe dazu).
2. ↑  Statistisches Amt Mecklenburg-Vorpommern: Gebietsänderungen
3. ↑  Hauptsatzung § 1 Abs.3
4. ↑  Website Amt Rehna (Memento vom 16. Oktober 2011 im Internet Archive)